# An Thế Cao
An Thế Cao (năm sinh và mất không rõ), vị cao Tăng chuyên phiên dịch từ Tây vực đến Trung Quốc thời kỳ hậu Hán, tự là Thế Cao.
An Thế Cao là thái tử của nước An Tức, nhưng ông đã nhường ngôi vị lại cho người chú của mình, nhất tâm nhất ý xuất gia tu hành học Phật. Ông đi du phương các nước để tìm hiểu học tập Phật pháp, đương thời lúc bấy giờ bộ phái Phật giáo tất cả đều thuyết về giáo pháp của Phật giáo Tiểu thừa, ông đã học tập Thiền kinh và Tam tạng kinh luận của Ngài A Tỳ Đạt Ma v.v..
Vào năm Kiến Hòa thứ hai Hán Hoàn Đế (năm 148), An Thế Cao đến Lạc Dương, từ đó về sau, thời gian 20 năm ông làm công tác dịch kinh sách, tổng cộng phiên dịch được hơn 30 bộ kinh điển Hán văn.
Tăng Hựu đời nhà Lương nói rằng: " An Thế Cao đối với kinh tạng Phật giáo tầm học vấn vô cùng quảng bác, nhất là tinh thông về sự tương quan luận điển của A Tỳ Đàm v.v.., tụng trì Thiền kinh, đối với Pháp nghĩa của kinh tạng có sự hiểu biết thâm sâu về tinh yếu." lời bình xuất từ (" xuất Tam tạng ký tập" quyển thứ 13)

## Chủ yếu dịch thành kinh điển chữ Hán
- An Ban Thủ Ý kinh
- Âm Trì Nhập kinh
- Đại Đạo Địa kinh
- Nhân Bổn Dục Sinh kinh *Tứ Đế kinh
- Bát Chánh Đạo kinh
- Chuyển Pháp Luân kinh
- A Tỳ Đàm Ngũ Pháp Hành kinh
- Phật Thuyết Pháp Thụ Trần kinh[1]

### Kinh điển phiên dịch bị nghi vấn
- Bát Đại Nhân Giác kinh [2]

Như sau: Ngoài ra, cho dù rất nhiều kinh điển đều viết " An Thế Cao dịch",nhưng đa số đều là giả mượn danh nghĩa. Như đã nói trên "Bát Đại Nhân Giác kinh" chưa từng được liệt ghi trong " Xuất Tam Tạng Ký Tập", bộ kinh này thuộc về Đại thừa Pháp nghĩa của Bồ Tát Đạo, nhưng mà An Thế Cao chưa từng biên dịch kinh văn của Phật giáo Đại thừa, do vậy không liên quan gì đến An Thế Cao.